# Warwick, le faiseur de rois
Warwick, le faiseur de rois (Warwick the Kingmaker) est la deuxième œuvre littéraire de Paul Murray Kendall.
Ce roman retrace le parcours de Richard Neville, 16e comte de Warwick, de ses démêlés avec la cour d'Angleterre, ses amitiés et ses conflits avec les  différents souverains de l'époque à ses conquêtes féminines et sa destinée tragique.